# Eagles du Colorado
Pour les articles homonymes, voir Eagles (homonymie).
Les Eagles du Colorado sont une franchise professionnelle de hockey sur glace en Amérique du Nord qui évolue dans la LAH. Elle est basée à Loveland dans le Colorado. L'équipe a évolué dans la LCH de 2003 à 2011 puis dans l'ECHL de 2011 à 2018.

## Historique
La franchise a été créée en 2003 par Ralph Backstrom. Depuis cette année-là, elle est engagée dans la Ligue centrale de hockey. Elle a remporté la Coupe du Président Ray Miron en 2004-2005 et 2006-2007. Elle intègre l'ECHL de 2011 à 2018.
Le club intègre ensuite la Ligue américaine de hockey pour la saison 2018-2019. Il devient affilié à  l'Avalanche du Colorado de la Ligue nationale de hockey, devenant ainsi le 31e club de LAH.

## Statistiques

### Saisons en LCH
| Saison    | PJ | V  | D  | DP | DTB | BP  | BC  | Pts | Classement              | Séries éliminatoires | Entraîneur    |
| --------- | -- | -- | -- | -- | --- | --- | --- | --- | ----------------------- | -------------------- | ------------- |
| 2003-2004 | 64 | 43 | 16 | 0  | 5   | 232 | 156 | 91  | 1er division Nord-Ouest | Défaite au 1er tour  | Chris Stewart |
| 2004-2005 | 60 | 43 | 10 | 5  | 2   | 221 | 123 | 93  | 1er division Nord-Ouest | Vainqueurs           | Chris Stewart |
| 2005-2006 | 64 | 44 | 14 | 0  | 6   | 241 | 183 | 94  | 1er division Nord-Ouest | Finalistes           | Chris Stewart |
| 2006-2007 | 64 | 46 | 17 | 0  | 1   | 256 | 182 | 93  | 1er division Nord-Ouest | Vainqueurs           | Chris Stewart |
| 2007-2008 | 64 | 37 | 20 | 2  | 5   | 254 | 223 | 81  | 1er division Nord-Ouest | Finalistes           | Chris Stewart |
| 2008-2009 | 45 | 15 | 4  | 1  | 3   | 275 | 195 | 94  | 1er division Nord-Ouest | Finalistes           | Chris Stewart |
| 2009-2010 | 64 | 42 | 15 | 5  | 2   | 277 | 208 | 91  | 2edivision Nord         | Défaite au 1er tour  | Chris Stewart |
| 2010-2011 | 64 | 40 | 22 | 2  | 2   | 250 | 199 | 84  | 2edivision Turner       | Finalistes           | Chris Stewart |

### Saisons en ECHL
| Saison    | PJ | V  | D  | DP | DTB | BP  | BC  | Pts | Classement            | Séries éliminatoires | Entraîneur        |
| --------- | -- | -- | -- | -- | --- | --- | --- | --- | --------------------- | -------------------- | ----------------- |
| 2011-2012 | 72 | 38 | 28 | 1  | 5   | 250 | 252 | 82  | 2e division Montagne  | Défaite au 1er tour  | Chris Stewart     |
| 2012-2013 | 72 | 34 | 31 | 3  | 4   | 239 | 224 | 75  | 3e division Montagne  | Défaite au 1er tour  | Chris Stewart     |
| 2013-2014 | 71 | 33 | 26 | 7  | 5   | 211 | 218 | 78  | 4e division Montagne  | Défaite au 1er tour  | Chris Stewart     |
| 2014-2015 | 72 | 41 | 23 | 4  | 4   | 236 | 209 | 90  | 3e division Pacifique | Défaite au 1er tour  | Chris Stewart     |
| 2015-2016 | 72 | 41 | 27 | 3  | 1   | 232 | 193 | 86  | 2e division Ouest     | Défaite au 1er tour  | Chris Stewart     |
| 2016-2017 | 72 | 47 | 20 | 2  | 3   | 265 | 206 | 99  | 2e division Montagne  | Vainqueurs           | Aaron Schneekloth |
| 2017-2018 | 72 | 48 | 18 | 4  | 2   | 265 | 214 | 102 | 1re division Montagne | Vainqueurs           | Aaron Schneekloth |

### Saisons en LAH
| Saison    | PJ | V  | D  | DP | DTB | BP  | BC  | Pts | Classement            | Séries éliminatoires                                                     | Entraîneur        |
| --------- | -- | -- | -- | -- | --- | --- | --- | --- | --------------------- | ------------------------------------------------------------------------ | ----------------- |
| 2018-2019 | 68 | 36 | 27 | 4  | 1   | 191 | 205 | 77  | 4e division Pacifique | 1-3 Condors de Bakersfield                                               | Greg Cronin       |
| 2019-2020 | 56 | 34 | 18 | 3  | 1   | 188 | 162 | 72  | 2e division Pacifique | Séries annulées à cause de la pandémie de Covid-19                       | Greg Cronin       |
| 2020-2021 | 34 | 15 | 15 | 3  | 1   | 101 | 104 | 34  | 5e division Pacifique | Séries annulées à cause de la pandémie.                                  | Greg Cronin       |
| 2021-2022 | 68 | 39 | 22 | 4  | 3   | 244 | 207 | 85  | 3e division Pacifique | 2-0 Silver Knights de Henderson 3-0 Reign d'Ontario 1-3 Heat de Stockton | Greg Cronin       |
| 2022-2023 | 72 | 40 | 22 | 7  | 3   | 210 | 187 | 90  | 3e division Pacifique | 2-0 Reign d'Ontario 2-3 Firebirds de Coachella Valley                    | Greg Cronin       |
| 2023-2024 | 72 | 40 | 25 | 5  | 2   | 215 | 195 | 87  | 4e division Pacifique | 1-2 Canucks d'Abbotsford                                                 | Aaron Schneekloth |

## Joueurs

### Joueurs actuels
| No    | Nom                   | Nat. | Position       | Arrivée |
| ----- | --------------------- | ---- | -------------- | ------- |
| +031, | Jonas Johansson       |      | Gardien de but |         |
| +060, | Justus Annunen        |      | Gardien de but |         |
| +005, | Wyatt Aamodt          |      | Défenseur      |         |
| +007, | Brad Hunt – A         |      | Défenseur      |         |
| +014, | Mitchell Vande Sompel |      | Défenseur      |         |
| +041, | Josh Jacobs           |      | Défenseur      |         |
| +065, | Rob Hamilton          |      | Défenseur      |         |
| +067, | Keaton Middleton      |      | Défenseur      |         |
| +081, | Nate Clurman          |      | Défenseur      |         |
| +082, | Daniil Zhuravlyov     |      | Défenseur      |         |
| +013, | Ryan Wagner – A       |      | Ailier gauche  |         |
| +020, | Justin Scott          |      | Centre         |         |
| +021, | Jayson Megna – C      |      | Centre         |         |
| +025, | Oskar Olausson        |      | Ailier droit   |         |
| +036, | Anton Blidh           |      | Ailier gauche  |         |
| +038, | Spencer Smallman      |      | Ailier droit   |         |
| +054, | Charles Hudon         |      | Ailier gauche  |         |
| +057, | Mikhail Maltsev       |      | Centre         |         |
| +059, | Ben Meyers            |      | Centre         |         |
| +064, | Ben Tardif            |      | Ailier gauche  |         |
| +068, | Callahan Burke        |      | Ailier droit   |         |
| +073, | Dalton Smith          |      | Ailier gauche  |         |
| +074, | Alex Beaucage         |      | Ailier droit   |         |
| +075, | Sampo Ranta           |      | Ailier gauche  |         |
| +093, | Jean-Luc Foudy        |      | Centre         |         |

### Capitaines
- Mark Alt (2018-2020)
- Greg Pateryn (2020-2021)
- Jayson Megna & Jacob MacDonald (co-capitaines, 2021–2022)
- Brad Hunt (2023-2024)
- Jayson Megna (2024-)